# 松阪市立仁柿小学校
松阪市立仁柿小学校（まつさかしりつ にがきしょうがっこう）は三重県松阪市の市立小学校。
2010年4月1日に松阪市立柿野小学校へ統合され、休校扱いとなっている。

## 概要
校歌は西村芳男の作詞、野呂淳次の作曲による。3番まであり、各番とも「母校よ 仁柿小学校」で終わる。
1975年（昭和50年）には5学級68人が在籍していたが、少子化が進み、2009年（平成21年）には3学級16人まで減少した。最後の卒業生は6名だった。
- 校舎面積：1,222m2
- 屋内運動場面積：266m2

## 沿革
- 1874年（明治7年）
  - 9月19日 - 公立の第二大学区第四〇中学区第四九番小学区上仁柿学校が開校[4]。
  - 11月 - 私立の第二大学区第四〇中学区第四八番小学区下仁柿学校が開校[4]。
- 1876年（明治9年）10月3日 - 公立の下仁柿小学校が開校[4]。
- 1879年（明治12年）2月 - 下仁柿小学校が新校舎に移転[5]。
- 1882年（明治15年）9月 - 上仁柿小学校と下仁柿小学校が統合し、仁柿小学校となる[5]。本校と分校は旧上仁柿小と旧下仁柿小の間で1年おきに入れ替えることに決めるが、実際には統合前と同じように運用された[5]。
- 1883年（明治16年） - 初等科（3年）・中等科（3年）を設置[5]。
- 1885年（明治18年）1月 - 上仁柿校舎を移転[6]。
- 1887年（明治20年）4月1日 - 学区改正により、粥見簡易科授業所の分校となる[6]。
- 1888年（明治21年）1月 - 下仁柿校舎の3年生以上の児童を上仁柿校舎への通学とする[6]。上仁柿が本校、下仁柿が分校となる[6]。
- 1889年（明治22年）5月1日 - 町村制により柿野村が成立、柿野第二尋常小学校に改称[6]。
- 1890年（明治23年）11月 - 小学校令改正により、1日から4年制となる。15日に3年制の補習科を設置[7]。
- 1898年（明治31年）5月4日 - 柿野高等小学校（現在の松阪市立柿野小学校）設置により、補習科を廃止[7]。
- 1908年（明治41年）3月30日 - 新校舎の工事が竣工[7]。翌日より児童を収容[7]。
- 1923年（大正12年）9月 - 運動場を拡張[7]。
- 1924年（大正13年）4月 - 高等科を併設し、柿野第二尋常高等小学校に改称[7]。
- 1941年（昭和16年）4月 - 柿野町第二国民学校に改称[7]。
- 1947年（昭和22年）4月 - 学制改革により、柿野町立柿野第二小学校に改称、新制の柿野中学校第二校舎を併設[7]。
- 1948年（昭和23年）4月 - 峠分校を設置[8]。
- 1950年（昭和25年）9月3日 - ジェーン台風により校舎1棟が倒壊するが、日曜日だったため、人的被害はなかった[8]。
- 1951年（昭和26年）4月1日 - 新校舎を運動場に建設し、旧校舎跡を運動場とする[8]。
- 1954年（昭和28年）1月6日 - 柿野中学校が分離[8]。
- 1956年（昭和31年）8月1日 - 飯南町発足により、飯南町立仁柿小学校に改称[8]。
- 1959年（昭和34年）9月26日 - 伊勢湾台風の被害を受ける[8]。
- 1960年（昭和35年）8月29日 - 台風16号の被害を受ける[8]。
- 1961年（昭和36年）
  - 6月 - 職員室と第二校舎の間に渡り廊下を設置[8]。
  - 9月 - 室戸台風の被害を受ける[8]。
- 1965年（昭和40年）3月 - 鉄筋コンクリート3階建の新校舎が落成、旧校舎跡を運動場とする[8]。
- 1970年（昭和45年）7月25日 - プール竣工[8]。
- 1971年（昭和46年）5月7日 - 峠分校を廃校[1]。
- 1985年（昭和60年） - 「仁柿っ子カレンダー」の作成を開始[9]。
- 2005年（平成17年）1月1日 - 市町村合併に伴い、松阪市立仁柿小学校に改称。
- 2009年（平成21年）6月7日 - 春季運動会で34年ぶりに鼓笛隊を復活[10]。
- 2010年（平成22年）
  - 1月26日 - 松阪市立柿野小学校の3年生と仁柿小3年生が合同で伝統工芸「深野和紙」の紙すきを体験[11]。
  - 3月19日 - 最後の卒業式を挙行[3]。
  - 3月24日 - 修了式と閉校式を挙行[3]。
  - 3月31日 - 閉校。翌日から休校扱いとなる。

## 旧校区
飯南町下仁柿、飯南町上仁柿